# Cathédrale d'Aldershot
La cathédrale Saint-Michel-et-Saint-George est la cathédrale catholique de l'évêché des Forces armées du Royaume Uni. Elle est située à Aldershot, en Angleterre. 

## Description
L'église a été conçue en 1892 par deux ingénieurs militaires et, parce que le bâtiment était prévu au départ pour être la principale église anglicane pour les aumôneries de l'Armée britannique, la première pierre a été posée par la reine Victoria. La truelle, utilisée lors de la cérémonie, est exposée sous le portique de l'ouest de la cathédrale. Toutefois, l'église a fini par devenir le siège de l'évêché catholique des Forces armées.
Longue, en briques rouges (d'où son nom d'« église rouge ») et avec une haute tour surmontée d'une flèche, l'église est un important point de repère local. Au-dessus de la porte principale, saint Georges, debout, tue un dragon. L'intérieur en briques jaunes possède de grandes allées et une large nef de cinq travées avec voûtes de style primitif anglais et une claire-voie romane avec deux fenêtres au-dessus de chaque arcade.
La cathédrale a beaucoup de beaux vitraux représentant des saints et des scènes bibliques. La partie orientale est ornée, avec une riche mosaïque sur le retable représentant la Cène. Elle contraste avec la simplicité du reste du chœur, qui a été réorganisé pour faire place à un autel autonome. Sur le côté sud du chœur, le trône épiscopal est en bois, simple, surmonté d'une banderole. La cathédrale est parfois le théâtre de concerts de musique.

## Source
- (en) Cet article est partiellement ou en totalité issu de l’article de Wikipédia en anglais intitulé « Cathedral of St Michael and St George, Aldershot » (voir la liste des auteurs).